# Посполитые

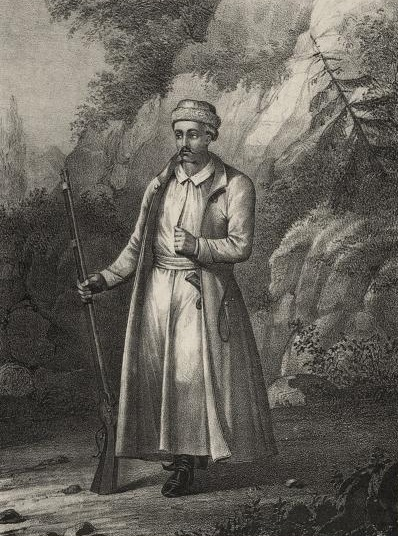
Казак подпомощник (посполитый), Малороссийские казаки в начале XVIII столетия.

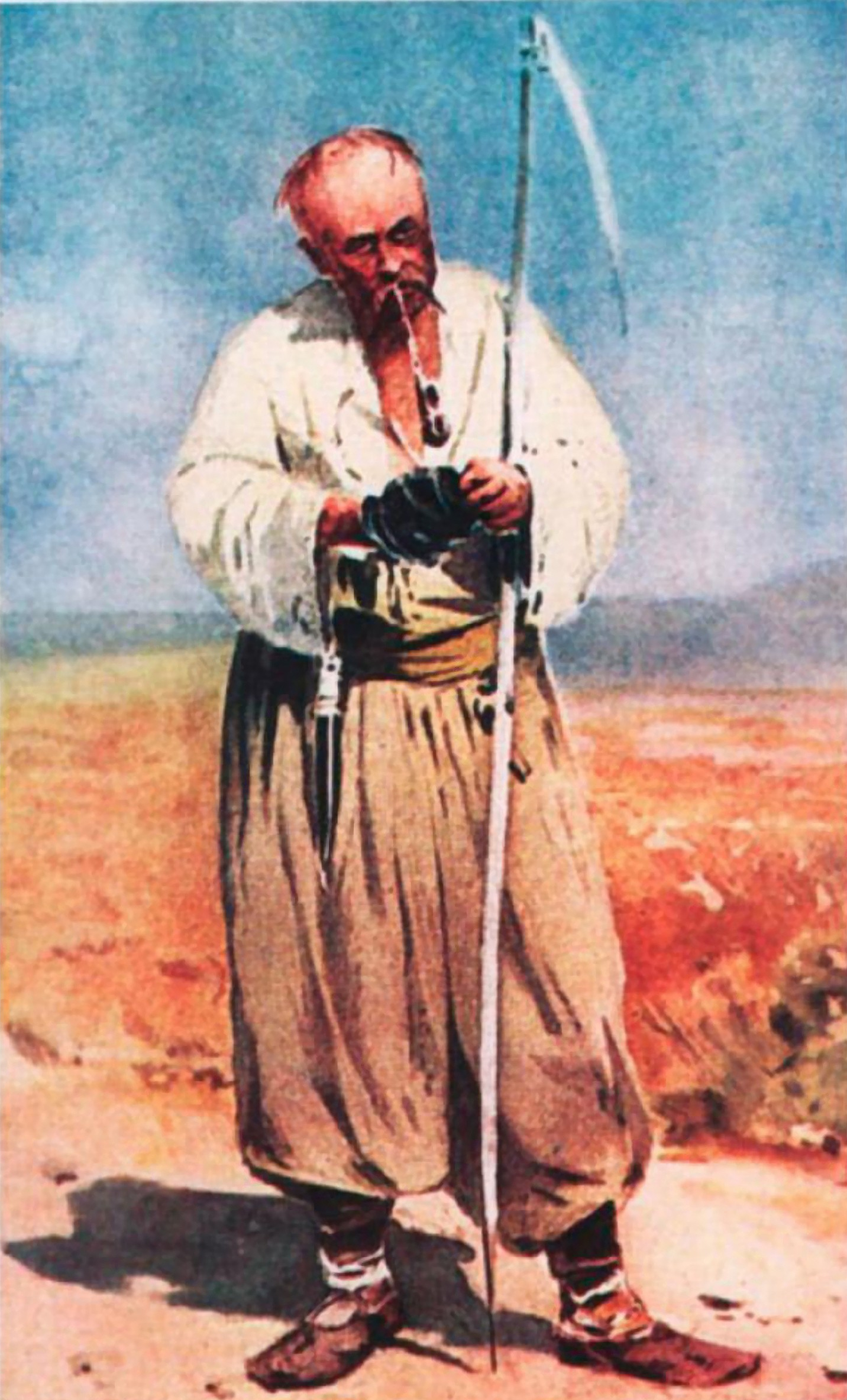
Картина С. И. Васильковского «Посполитый казак», 1900 год.

Посполитые, Люди «посполитые» — лично свободное сельское население Левобережной и Слободской Украины в XVII—XVIII веках.
Разделение на сословие людей «посполитых» или крестьян и казаков произошло при Стефане Батории (1576 или 1583 год), при введении в Малороссии реестрового списка (реестр или список казаков) когда было приказано внести в этот список лишь 6 000 казаков, за которыми польское правительство и признало право оставаться казаками. В отличие от казаков, посполитые не несли постоянную военную службу, однако могли мобилизовываться в «земские хоругви» (местную самооборону) во время всеобщей мобилизации — посполитого рушения. Их называли «посполитыми казаками». Слово посполитые польского происхождения. В конце XVIII века посполитые стали крепостными крестьянами.

## История возникновения

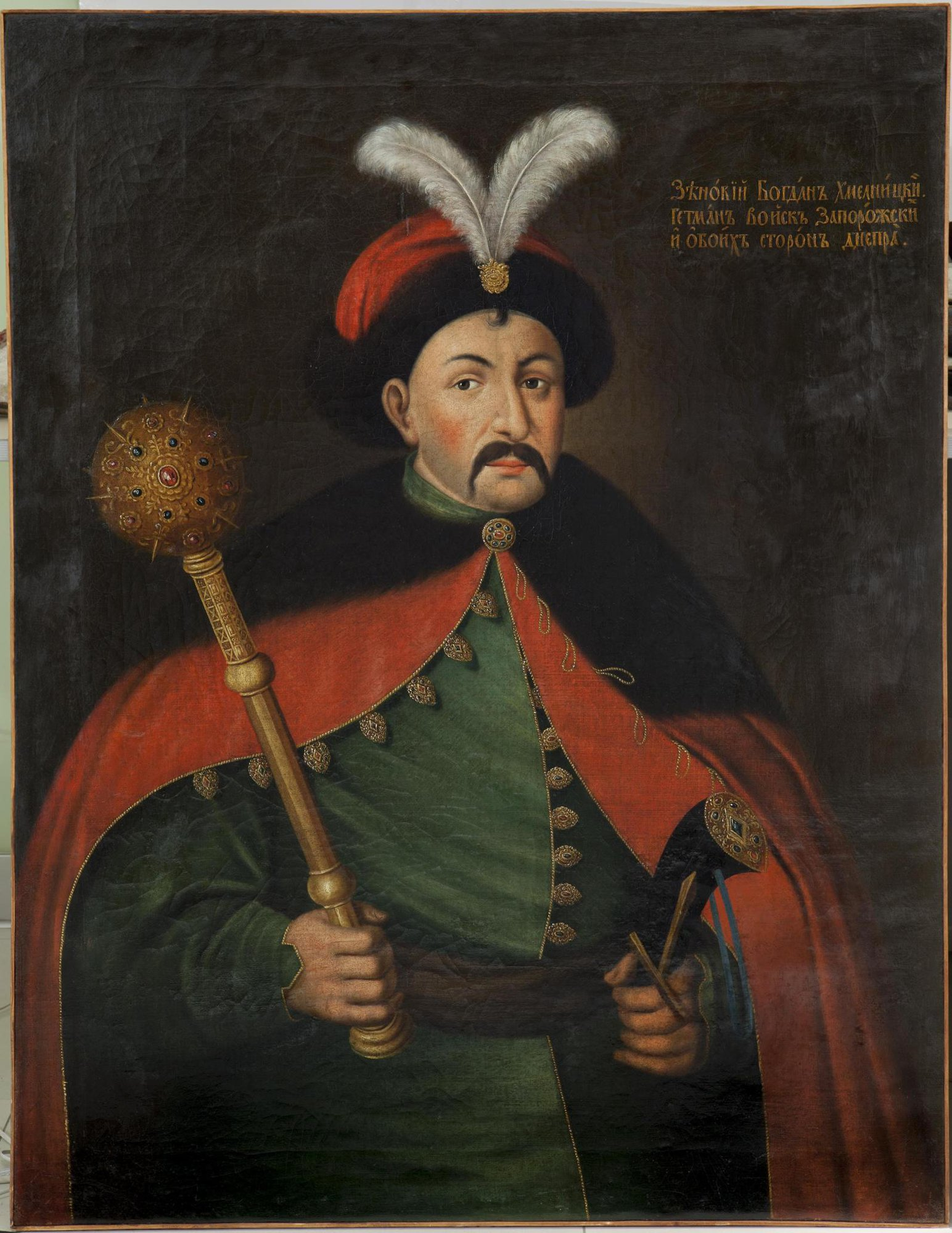
Разделение народа на казаков и посполитых возникло во время восстания Богдана Хмельницкого.

После восстания (бунта) Богдана Хмельницкого, изменившего формы политического существовании Гетманщины, население Украины распалось на две группы — казачество и поспольство. Так П. А. Кулиш писал: «Всякому свое: казакам — сабля, вам — безмен да весы, а поспольству — плуг да борона». Основанием для подобного деления служила разница в характере повинностей, которые несла каждая группа в пользу государства. На казаках лежала военная служба; за это они освобождались от большинства других повинностей. Посполитые несли службу земскую, частью в виде платежей в войсковую казну, частью в виде разного рода натуральных повинностей — подводной, постойной и тому подобное. Первоначально название посполитые употреблялось для означения той части населения, которая несла земскую службу, независимо от того, были ли то крестьяне или мещане; но скоро посполитыми стали называться крестьяне по преимуществу. Сначала казаки (товариство) и посполиты не были строго замкнутыми, обособленными одна от другой группами населения. Между ними шло постоянное общение: казак мог сделаться посполитым, посполитый — казаком. Главную роль в этих переходах играли причины чисто экономического характера, так как военная служба, сопряженная с большими расходами, требовала и большей имущественной состоятельности.
В 1729 г. старожилы села Горчаков так объясняли происхождение группы казаков и посполитых после войн Богдана Хмельницкого:
Як осели люде, тогда можнейшие (богатые) пописались в козаки, а подлейшие (бедные) осталися в мужиках.
Только постепенно, уже в XVIII в., поспольство окончательно обособилось от казаков. Украинский крестьянин (посполитый) был лично свободен, мог по собственному желанию перемещаться на новое место жительства, владеть землёй и другим имуществом. Закрепление совершилось постепенно и находилось в тесной связи с политической и экономической жизнью Гетманщины. Восстание Богдана Хмельницкого, уничтожившее в Гетманщине крупные помещичьи землевладения с принудительным трудом крестьян, не коснулось земельных владений монастырей. Богдан Хмельницкий издал универсалы, которые подтверждали их прежние владения, охраняли церковное имущество от нападений и грабежей казаков, запрещали принимать в войско их крестьян. Кроме монастырей, владение населёнными имениями сохранили шляхтичи, примкнувшие к казакам и оказавшие войску те или другие услуги. Трудно сказать, в каких отношениях находились крестьяне к своим владельцам, однако исходя из характера проходивших процессов имеются основания предполагать, что крестьяне являлись собственниками земли и сохраняли личную свободу. Остальная земля была объявлена «свободной войсковой», находящейся «в диспозиции гетмана или войска». Она составила тот фонд, из которого раздавались имения (маетности) в держание ряду учреждений, для их содержания, или лицам, под условием несения военной службы или за «войсковые услуги». Раздача эта началась ещё при Богдане Хмельницком и продолжалась при его преемниках. Её сущность заключалась в том, что на известное учреждение или лицо переносились все платежи и повинности, которые должны были поступать от сельского населения в казну. Эти платежи и повинности не были строго определены и видоизменялись в зависимости от местности: в одних владелец получал десятину урожая, в других оплата производилась деньгами либо услугами (крестьяне возили дрова, косили сено, работали на помещика два дня в неделю и т. п.). В универсалах повинности крестьян не определялись, а только оговаривалось, что они обязаны отдавать «обычное послушенство».
В 1660-х годах с опустошённой беспрерывными войнами Правобережной Украины начинается массовое переселение. Это был, в большинстве случаев, разорённый, бездомный люд, который не мог вести самостоятельного хозяйства. Люди, пользуясь льготами в первые годы поселения, арендовали землю у крупных землевладельцев. Поселенцы оставались свободными и могли, с соблюдением известных условий, оставлять своего хозяина и переходить к другому. Они отличались от посполитых первого разряда тем, что были не собственниками земли, а как бы её арендаторами.
Постоянные войны второй половины XVII в. отразились и на судьбе населения Левобережной Украины. Они подрывали благосостояние мелких хозяйств, разоряя в особенности казаков-земледельцев, которые были обязаны почти беспрерывно нести военную службу. Среди казаков создался особый класс, который был не в состоянии отбывать воинскую повинность; для избавления от тягостей войны казаки переходили в ряды владельческих посполитых и, продавая свою землю, селились на чужой, под именем «подсуседков». За пользование этой землей они обыкновенно платили хозяину определённую долю урожая. Таким образом число посполитых, находившихся в зависимости от землевладельцев, быстро увеличивалось; вместе с тем росла и власть над ними «державцев». Кроме монастырей, последние принадлежали к классу старшины, выдвинувшемуся из рядового казачества и благодаря своему богатству приобретшему сильное влияние на политическую жизнь Гетманщины. К старшине фактически перешёл выбор гетмана и всё управление страной. Вследствие общности экономических и политических интересов, старшина образовала из себя сильный, достаточно сплочённый класс, который, в конце концов, и подчинил себе поспольство, обезземелив и, наконец, закрепостив его.

## Закрепощение

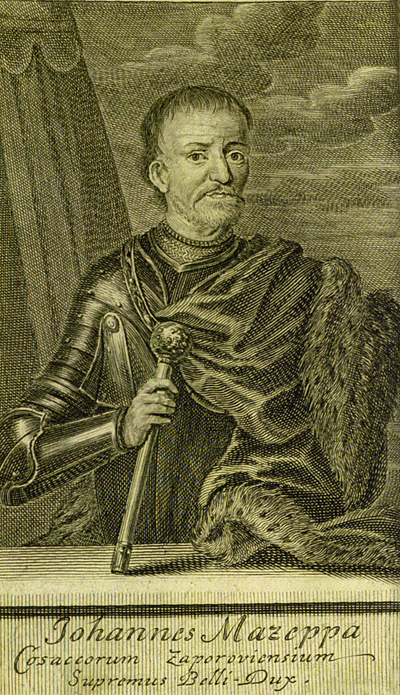
Гетман Мазепа — способствовал закрепощению посполитых

Процесс закрепощения совершался постепенно, в течение второй половины XVII в. и в XVIII веке. Первый шаг к нему выразился в том, что державцы имений стали произвольно, вопреки обычаю, повышать повинности посполитых. Селяне обращались с жалобами к гетману, в суды, но скоро должны были убедиться, что этим путём они ничего не добьются, так как гетманская власть и суды фактически находились в руках той же старшины, на злоупотребления которой жаловались посполитые. Им оставалось ещё одно средство для защиты своих интересов — право свободного перехода, и они им широко пользовались. Вместе с переходами возник вопрос о праве собственности селян на землю, которую они оставляли. Посполитый был собственником участка, на котором сидел. Если он уходил, право собственности его ничуть не прекращалось; он только разрывал свои отношения с землевладельцем. Участком своим он мог распорядиться по произволу, мог и продать его в другие руки. Если покупщиком являлся другой посполитый того же владельца или кто-нибудь пришлый, который садился на земле в качестве посполитого, интересы державца не страдали, так как новые хозяева обязаны были отбывать все посполитские повинности. Но покупщиком мог явиться и посполитый соседней местности, и казак, которого, по закону, нельзя было привлечь к отбыванию посполитских повинностей, или, наконец, кто-нибудь из соседних владельцев. Во всех этих случаях земля выбывала из службы державцев. Отсюда стремление последних предохранить свои маетности от разрушения и удержать в их составе земельные участки тех из посполитов, которые переходили в другие маетности, к другим владельцам. Державцы стремятся дать собственности посполитых условный характер, стараются поставить её под свой верховный контроль; они требуют, чтобы уходящий селянин мог продавать свой участок не иначе, как с разрешения владельца. Хотя это шло вразрез с обычаями страны, но высшая власть, в лице Мазепы, приняла сторону державцев и на практике старалась проводить выставленный ими принцип. Посполитые, со своей стороны, продолжали придерживаться своего «обыкновения», продолжали распоряжаться своими участками как собственностью.
В 1723 г. генеральная войсковая канцелярия, по жалобе войскового товарища Андрея Лизогуба, издала приказ, по которому посполитые «без ведома державского» не должны были продавать свои земли посторонним лицам; никто не смел покупать их, под опасением потери и земли, и заплаченных за неё денег. В практике судов Гетманщины стал применяться 27 артикул IX раздела литовского статута, запрещавший покупку чего бы то ни было без воли пана. Раз была установлена условность земельной собственности посполитых, державцам нетрудно было сделать и дальнейший шаг — к полному отрицанию за посполитыми права поземельной собственности. Не находя в законе и обычае ограничения свободы переходов посполитых, державцы стараются достигнуть этого путём частноправовых сделок и договоров. Благоприятную для того почву они находят в экономическом расстройстве населения вследствие частых войн, непомерных повинностей и налогов и т. п. Подобного рода политику начинают монастыри; за ними следуют и другие державцы. Экономически несостоятельные посполитые, продавая свою землю владельцу и делаясь, таким образом, безземельными, в то же время обещают за себя и за своих потомков оставаться в вечном подданстве владельцу имения. На первых порах подобного рода договоры не имели ещё большого значения и требование выдачи ушедшего посполитого часто оставалось безрезультатным; но вскоре обычай получил право гражданства, и державцы стали силой удерживать посполитых от переходов.

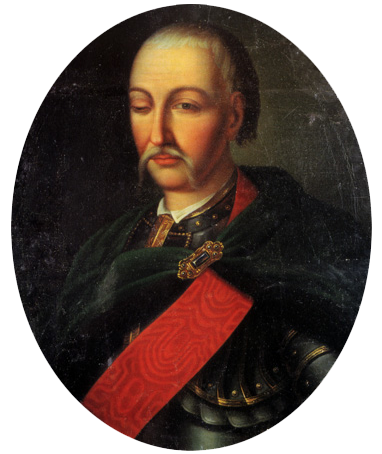
Данило Апостол: «Тех людей, о которых просят владельцы… не млют (не должны) в свою привлекать вечность, но подлуг прав и вольностей того народа, пока живут, могут отдавати повинность службы своей доброволне, а не неволне»

В 1720-х годах среди общества начинают уже проскальзывать мнения, что посполитые — люди как будто несвободные. Первая попытка узаконить прикрепление селян была сделана при гетмане Данииле Апостоле. Вслед за избранием гетмана, старшина обратилась к нему с просьбой о прикреплении тех селян, которые вновь садились на скупленных владельцами землях. На это Апостол положил такую резолюцию; «Тех людей, о которых просят владельцы… не млют (не должны) в свою привлекать вечность, но подлуг прав и вольностей того народа, пока живут, могут отдавати повинность службы своей доброволне, а не неволне»" Такое решение гетмана не остановило стремлений старшины. Отдельные просьбы о прикреплении селян и запрещении свободных переходов все учащаются, только мотивом для такого запрещения выставляется уже не интерес частных хозяйств, а вред от переходов для государственной казны. В 1738 г. генерал Румянцев донес кабинету министров, что многие казаки и посполитые из Слободской Украины убежали в Великороссию и Малороссию, а потому он не может как следует содержать армию. Кабинет, 29 мая 1738 г., послал указ возвратить беглецов на прежние их места и грозил жестоким штрафом тем, кто осмелится удерживать их. Неясно выраженная в этом указе мысль послужила для владельцев предлогом к обратному требованию ушедших от них посполитых. Генеральная войсковая канцелярия также поняла указ в смысле запрещения селянских переходов внутри Гетманщины. Указом 18 января 1742 г., последовавшим за восшествием на престол Елизаветы Петровны, свободный переход посполитых был снова разрешен; но старшина продолжала стремиться к намеченной цели. В 1752 г. генеральная старшина обратилась к гетману Разумовскому с «нижайшим доношением», в котором, исходя из своих забот об интересах казны и общем состоянии государства, добивалась прекращения переходов селян и общего прикрепления поспольства. Переход, однако, запрещен не был.

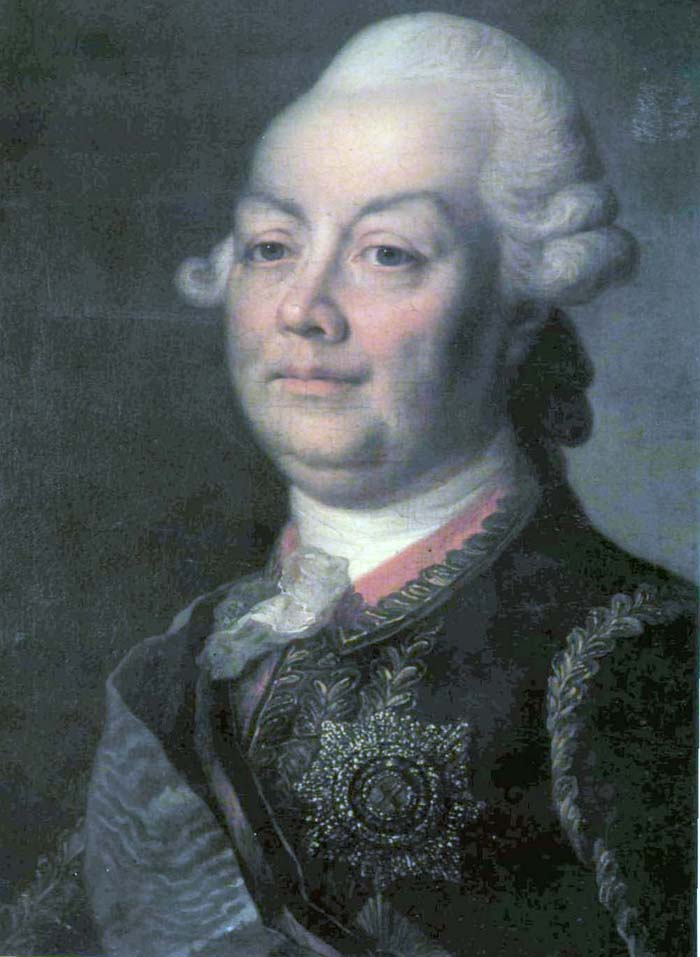
Генерал-губернатор Румянцев, при котором посполитые стали крепостными

В 1759 г. возникло дело по жалобе грузинского князя Цертелева на своего ушедшего подданного Кононенка. Полковая канцелярия переход подданного признала законным, но всю движимость и недвижимость его присудила Цертелеву. С этим согласилась и генеральная канцелярия, но для принципиального решения вопроса о переходах поспольства представила дело на усмотрение гетмана. 20 апреля 1760 г. Разумовский издал универсал относительно переходов посполитых. При переходе от одного владельца к другому посполитый терял всю свою движимость. Переход был свободен, но владельцам нельзя было принимать к себе посполитых без отпускной прежнего их владельца; в противном случае дозволялось искать убытков судом. Если владелец не соглашался дать отпускную посполитому, последний мог обращаться в ближайший уряд, который обязан был побудить владельца к выдаче отпускной или же дать её от себя. Указ этот создал почву для целого ряда злоупотреблений и повел к более быстрому закрепощению украинского поспольства.
Указ 15-го декабря 1763 г., подтвердивший, в сущности, универсал 1760 г., был первым актом имперского законодательства относительно украинского селянства. В 1764 г. гетман, со всем шляхетством, подал императрице прошение о нуждах Гетманщины. В прошении этом был затронут вопрос о переходах посполитых, причем последние выставлялись как нарушение прав, появившееся вследствие «бывших в давные годы в Малой России замешательств», когда посполитые старались избежать общегосударственных повинностей. Гетман и шляхетство просили запретить переходы, запретить посполитым записываться в казаки и дозволить владельцам отыскивать ранее ушедших за пределы Гетманщины селян. Прошение это не привело к цели, так как в нём была высказана также просьба о сохранении автономности Гетманщины и о создании в ней наследственного гетманства в роде Разумовских — что прямо противоречило видам правительства.

## Установление крепостничества
Гетманская власть была уничтожена; в Гетманщине учреждено генерал-губернаторство, во главе которого поставили П. А. Румянцева-Задунайского. В инструкции, данной генерал-губернатору, Екатерина II ставит ему на вид, чтобы он заботился всячески о прекращении крестьянских переходов в Малороссии. В инструкции, данной депутату от малороссийской коллегии в екатерининскую комиссию Натальину, есть пункт «о простом народе», в котором крестьянские переходы осуждаются с частновладельческой и с общегосударственной точки зрения; уход крестьянина от помещика без отпускной приравнивается бегству за границу за которое, как за государственное преступление, виновный подлежит лишению свободы и ссылке. Малороссийская коллегия предлагала, далее, предоставить помещикам суд, расправу и всякое благоустройство в деревнях и «сделать государственное право, под именем поселянского, заключающее в себе образ суда и порядок в хозяйстве и хлебопашестве». Наказ этот служил лучшим отражением воззрений на крестьянский вопрос тогдашних правителей Малороссии, в особенности П. А. Румянцева.
Переходы, между тем, несмотря на все мероприятия и указы, не прекращались. Владельцы имений боролись против них разными путями — заключали, например, друг с другом договоры, обязываясь взаимно не принимать посполитых. Чаще всего владельцы силой старались удерживать у себя посполитых. Суды, основываясь преимущественно на указе 1763 г. и на литовском статуте, принимали сторону владельцев. 4 мая 1765 г. малороссийская коллегия запретила владельцам держать у себя более суток ушедших без отпуска посполитых и казаков; их следовало доставлять в ближайшие уряды, а последние должны были препровождать посполитых, вместе с пожитками, на место их прежнего жительства. 22 декабря 1765 г. коллегия предписала поветовым комиссарам строго смотреть, чтобы никто из посполитых и казаков не уходил, тайно или явно, без письменного вида. Это же предписание было внесено и в 4 пункт инструкции, данной коллегией непременным комиссарам. Ушедшие без письменного вида посполитые называются уже прямо беглыми. В 1781 г. Румянцев, докладывая императрице о согласовании особенностей Малороссии с порядками введенного в ней наместнического правления, предлагал «утверждение здешних крестьян на основании статутового права» и окончательное запрещение исков о казачестве. 3 мая 1783 г. было повелено «для известного и верного получения казённых доходов в наместничествах Киевском, Черниговском и Новгород-Северском, и в отвращение всяких побегов к отягощению помещиков и остающихся в селениях обывателей, каждому из поселян остаться в своем месте и звании, где он по нынешней последней ревизии написан, кроме отлучившихся до состояния сего нашего указа; в случае же побегов после издания сего указа поступать по общим государственным установлениям» («Полн. Собр. Зак.», 15,724). Этим указом малорусское поспольство было закрепощено окончательно.